# Krigskonsten
Krigskonsten (kinesiska: 孫子兵法; pinyin: Sūnzǐ Bīngfǎ; "Sun Zis militärstrategi") är en bok skriven av Sun Zi som beskriver taktiska knep att ta till för att påverka utfallet av en konfliktsituation till sin fördel.
Det äldsta bevarade exemplaret av "Krigskonsten" är skrivet på bambustickor och hittades 1972 i en grav från Handynastin i Shandong. Bambustickorna som var i mycket dåligt skick bedöms vara från tiden för Kung Xuan av Qi (齐宣王) (r. 319 f.Kr.-301 f.Kr.). "Krigskonsten" antas vara skriven av den kinesiske generalen Sun Zi som levde för ungefär 2 500 år sedan. Krigskonsten beskriver och analyserar krigets väsen på ett rationellt sätt och trots åldern på verket har den visat sig användbar i både militära och civila situationer än i dag. Grundtanken i skriften är att kriget vinns långt innan kriget börjar och framhåller vikten av förberedelse i form av att lära känna sina egna och fiendens svagheter, och avvisar all övertro och jakt på ära.
| ”                                  | All krigföring bygger på vilseledning. När vi kan anfalla måste vi verka oförmögna och passiva. När vi är nära måste vi få fienden att tro att vi är långt borta. När vi är långt ifrån måste han tro att vi är nära. Vi måste locka fienden, simulera förvirring och krossa honom. | „ |
| – Sun Zi i Krigskonsten, kapitel 1 | |   |

Skriften innehåller tretton olika kapitel där läsaren kan följa krigets praktiska överväganden och förklarar användandet av manipulation, manövrer och spioneri, allt för att vinna slag med så lite strid som möjligt.

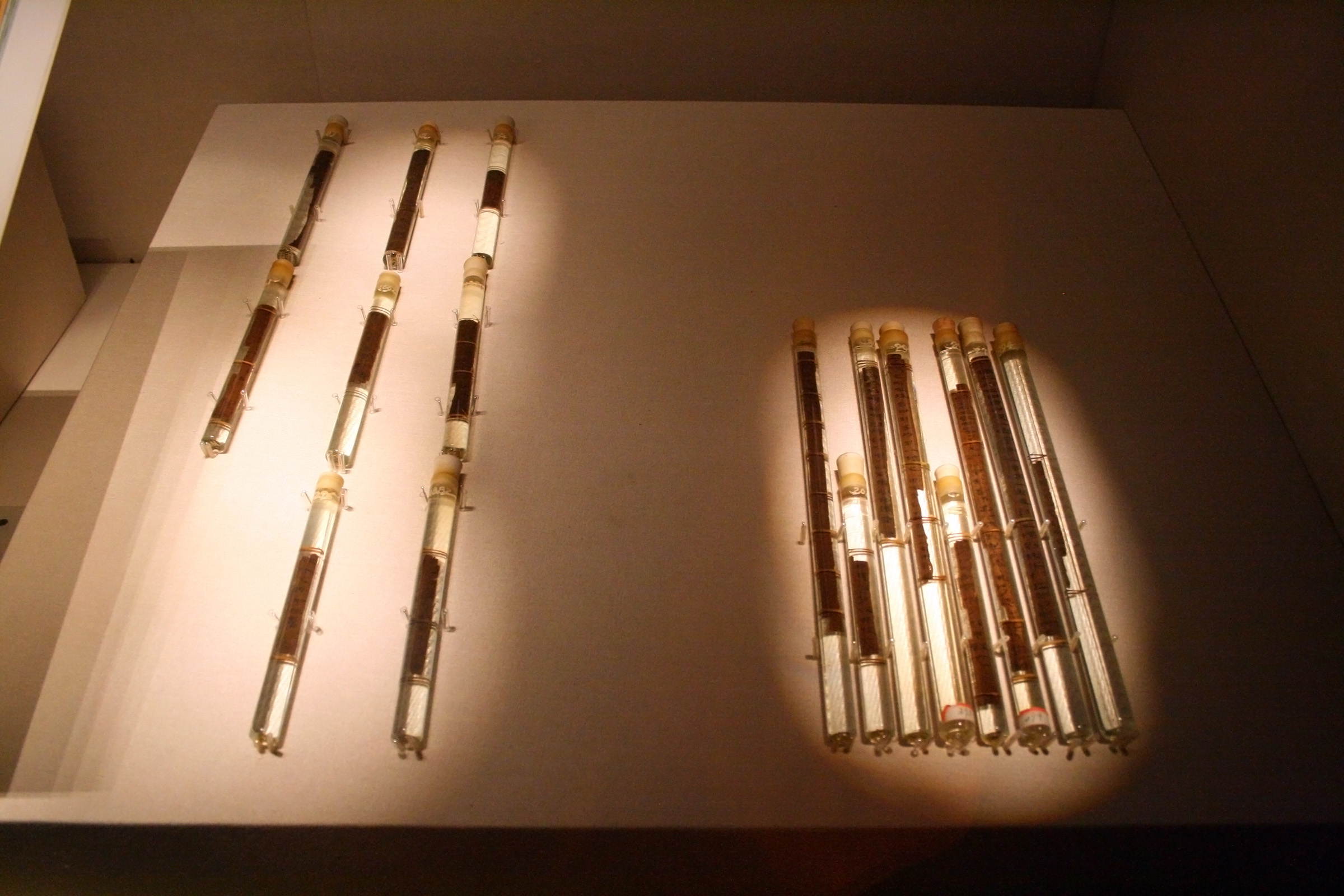
Bambustickor från 300-talet f.Kr. med ”Krigskonsten” funna i Shandong-provinsen, i Kina 1972.

## Kapitelindelning
Kapitelindelning i Bengt Petterssons översättning (1997).
1. Planering
2. Strid
3. Anfallsstrategier
4. Manifestationer
5. Kraftutnyttjande
6. Bräcklighet och soliditet
7. Manövrer
8. De nio omständigheterna
9. Marscher
10. Terräng
11. De nio territorierna
12. Eldattacker
13. Spioneri

## Verkets betydelse
Verket var för början tänkt som en lärobok i krigsfilosofi, men har med tiden kommit att ses som en utomordentlig text om ledarskap och problemlösning. Bland befälhavare som låtit sig inspireras av Sun Zis skrift brukar nämnas amiral Togo Heihachiro som ledde sina styrkor till seger i det rysk-japanska kriget 1905, Mao Zedong och Ho Chi Minh. De var samtliga djupt influerade av Sun Zis tänkande.
Sun Zis Krigskonsten kan läsas som ett klassiskt visdomsverk, att låta sig uppbyggas av, men förekommer ofta i företagsvärlden, inom ramen för företagsutbildning och ledarskapskurser.

## Översättningar
Boken översattes till franska av Joseph-Marie Amiot på 1772 och påstås ha inspirerat Napoleon I. Som inspiration för strateger brukar den nämnas samtidigt med den mer omfattande Om kriget (1832–1834) av Carl von Clausewitz, som var preussisk general under Napoleonkrigen.
Redan 1783 förekom ett brottstycke översatt från franska till svenska i Stockholms-Posten.
Svenska översättningar har gjorts av Theo Hartman (från engelskan), Krigskonsten : 383 maximer om att segra och besegra (1989); Bo Ericson (från engelska), Sunzi talar om krigskonsten : kinesisk militär klassiker (1996); Ooi Kee Beng, Henrik Friman och Bengt Pettersson (från klassisk kinesiska), Sun Zis krigskonst (1997, pocketupplaga 2012); samt av Clas Göran Green (från Lion Giles engelska översättning) The art of war (2015)

## Populärkultur
Det svenska hårdrocksbandet Sabatons skiva Art of war är döpt efter boken Krigskonsten.